# Domaine skiable Ski Arlberg
Le domaine skiable Ski Arlberg est situé à la frontière entre la région autrichienne du Vorarlberg et celle du Tyrol. Il est le plus grand domaine skiable d’Autriche depuis la saison 2016-2017,. Les localités de Klösterle, Lech, Oberlech, Schröcken, St Anton am Arlberg, St Christoph am Arlberg, Stuben, Stubenbach, Warth et Zug en font partie depuis 2013. L’Arlberg passe pour être le berceau du ski alpin sportif. En raison de cette tradition et de certaines descentes particulièrement délicates, le domaine skiable de Arlberg est l’un des plus appréciés au monde.
Les plus hauts sommets du domaine se trouvent sur le mont Valluga, 2 809 m à St Anton. Le téléphérique ne peut être emprunté qu’avec un équipement de ski et en compagnie d’un guide de haute montagne. Le sommet librement accessible le plus haut est le Schindlergrat, à 2 643 m d’altitude.
Le domaine principal comprend trois parties : Ski Arlberg Ouest (Lech, Zürs), Ski Arlberg Est (St Anton, St Christoph, Stuben) et le Snowworld-Warth-Schröcken. Depuis la saison 2013-2014, Lech est relié à Schröcken par la télécabine dix places Auenfeldjet. Pour la saison 2016-2017, la télécabine dix places Flexenbahn relie les domaines Est et Ouest,.

## Coupe du monde de ski alpin FIS
La station de ski Arlberg a été le lieu de nombreuses courses de ski de Coupe du monde dans le passé, y compris les suivantes où de très grands noms se sont illustrés :
- Janvier 1988 : super-G (femmes), vainqueur : Zoe Haas (SUI)
- Novembre 1991 : 2 courses de slalom (femmes), vainqueurs: Vreni Schneider (SUI) et Bianca Fernández Ochoa (SPA)
- Janvier 1993 : slalom (hommes), vainqueur: Thomas Fogdö (SWE)
- Janvier 1993 : combinaison (hommes), vainqueur: Marc Girardelli (LUX)
- Décembre 1993 : super-G (hommes), vainqueur : Hannes Trinkl (AUT)
- Décembre 1994 : 2 épreuves de slalom (hommes), vainqueur (les deux) : Alberto Tomba (IT)

Après une pause de 26 ans, des courses de ski alpin auront de nouveau lieu dans la région de Lech-Zürs en novembre 2020,. Les courses auront lieu les 14 et 15 novembre dans la Flexenarena Zürs sous le nom de "Flexenrace". Ils comprendront des courses de ski parallèles pour hommes et femmes, ainsi qu'une épreuve par équipes mixtes. De plus, il y aura une course de ski combinée avec un slalom et un super-G à St. Anton am Arlberg les 9 et 10 janvier 2021. 